# Иванов, Юрий Ануфриевич
Ю́рий Ану́фриевич Ивано́в (1956—1989) — советский серийный убийца и насильник. Преступления совершал в Усть-Каменогорске в районе «Комбината шёлковых тканей» (КШТ). Признался в совершении 25 убийств женщин в период с 1974 по 1987 год, обвинение было выдвинуто по 16 эпизодам, но Верховный суд Казахской ССР доказал его причастность к 2 убийствам в 1974 и 1987 году соответственно. Также был признан виновным в совершении серии изнасилований во время отбывания наказания в колонии-поселении с 1974 по 1977 год. Расстрелян по приговору суда.

## Биография
Родился в 1956 году. 
Работал водителем-экспедитором. Был женат, в браке родилась дочь. Однажды он вернулся из рабочего рейса на день раньше и застал свою жену с любовником. После этого он возненавидел женщин и решил убивать тех, которые изменяют мужьям. На следствии Иванов заявлял, что долго разговаривал с встречными женщинами, узнавал их мнение о мужчинах: если женщина плохо отзывалась о муже или мужчинах в целом, то убивал её. Перед этим он насиловал своих жертв, после чего душил. После убийства он, как правило, брал у убитых некоторые личные вещи.
Был осуждён на 3 года колонии-поселения за покушение на изнасилование. В колонии также работал водителем и имел возможность выезжать за её пределы. Иванов совершил несколько изнасилований, пока отбывал срок.
В 1977 году он освободился, и его личная жизнь снова наладилась, но в 1986 году он разошёлся со своей сожительницей, после чего снова вернулся к преступному образу жизни. В 1987 году он убил 16-летнюю девушку. На месте преступления были найдены алюминиевая пуговица и образец волос, не принадлежавшие убитой. На месте убийства была выставлена засада. Уже на следующий день маньяк, пришедший на место последнего преступления, был арестован. Под давлением улик (двум своим сожительницам он подарил вещи убитых; на сумочке одной из убитых девушек оставил отпечаток пальца; на его пиджаке отсутствовала алюминиевая пуговица) арестованный признался в убийствах. Иванов отлично помнил все события многолетней давности до малейших деталей, показывал места преступлений почти без погрешности. Он сказал, что помнит лица всех своих жертв. Следователи пошли на уникальный эксперимент — «опознание наоборот»: они показали ему фотографии разных женщин, чтобы он определял, какую из них изнасиловал или убил. Маньяк безошибочно указал на своих жертв. За убийство одной из этих женщин, совершённое в 1974 году, к тому времени был осуждён невиновный — муж жертвы. Он отсидел к тому моменту большую часть срока — 7 из 12 лет. Приговор в его отношении впоследствии был отменён (также потерпевшему были выплачены компенсации за каждый месяц пребывания в тюрьме), а убийство было вменено Иванову.
Всего Иванов признался в 25 убийствах, обвинение было выдвинуто по 16 эпизодам, но доказать удалось только 2 убийства.
Иванов просил для себя смертной казни. В 1989 году был приговорён к расстрелу. Перед казнью он попросил устроить ему свидание с дочерью. Дочь разыскали, но она наотрез отказалась приходить к отцу. В том же 1989 году приговор был приведён в исполнение.

## В массовой культуре
- Документальный фильм «Убийца поневоле» из цикла «Легенды советского сыска» (2014)
- Документальный фильм «Исповедь перед смертью» из цикла «Было дело» (2017)
- Документальный фильм «Рогоносец» из цикла «Следствие вели» (2019)